# Фишер, Стэнли
Стэ́нли Фи́шер (англ. Stanley Fischer; 15 октября 1943, Северная Родезия — 31 мая 2025, США) — американо-израильский и международный экономист, председатель Центрального банка Израиля (2005—2013), вице-председатель Федеральной резервной системы США (2014—2017).

## Биография
Родился 15 октября 1943 года в Северной Родезии в семье евреев-уроженцев Латвии и Литвы. Когда ему было 13 лет, семья переехала в Южную Родезию, где он стал активистом молодёжного сионистского движения «Ха-Боним Дрор». В 1960 году Стэнли Фишер приехал в Израиль по молодёжной программе для изучения иврита в кибуце Мааган-Михаэль.
Бакалавр и магистр Лондонской школы экономики; доктор философии Массачусетского технологического института (1969).
Преподавал в Чикагском университете и Массачусетском технологическом институте. Лауреат премии Б. Хармса (2002). Входил в редакционную коллегию Journal of Monetary Economics.
Занимал должность шеф-экономиста Всемирного банка с 1988 по 1990 год. В 1994—2001 годах был первым заместителем главы Международного валютного фонда. В 2002—2005 годах работал в Citigroup, стал её вице-президентом.
С 1 мая 2005 года по 30 июня 2013 года возглавлял Банк Израиля. За время работы на этом посту, Фишер трижды признавался лучшим главой центробанка в мире по версии журнала Global Finance и ещё один раз — по версии журнала Euromoney.
В январе 2014 года президент США Барак Обама назначил Стэнли Фишера вице-председателем Федеральной резервной системы США. Фишер вступил в свою должность 1 февраля 2014 года. Ушёл в отставку 13 октября 2017 года.
Был женат, трое детей.
Скончался 31 мая 2025 года в возрасте 81 года в США.

## Основные труды
- «Роль макроэкономических факторов в экономическом росте» (The Role of Macroeconomic Factors in Growth, 1993)
- Дорнбуш Р., Фишер С. Макроэкономика = Macroeconomics (1978). — М. : Изд-во Моск. ун-та : ИНФРА-М, 1997. — 783 с. : ил. — ISBN 5-211-02927-5
- Стенли Фишер, Рудигер Дорнбуш, Ричард Шмалензи Экономика / Общ. ред. и предисл. Г. Г. Сапова. — М. : Дело, 2002. — 829 с. : ил., портр., табл. — (Серия «Зарубежный экономический учебник»). — ISBN 5-7749-0136-X
- Российская экономика: перспективы и ретроспектива: Лекция в Высшей школе экономики 19 июня 2001 г. / Авт. S. Fisher; пер. Б. А. Рубинштейн. — М.: ГУ ВШЭ, 2003. — 21, [1] с.
- Оливье Бланшар, Стэнли Фишер Лекции по макроэкономике = Lectures on macroeconomics. (1989) — М.: Издательский дом «Дело» РАНХиГС, 2014. — 680 с. — ISBN 978-5-7749-0829-5

Статьи
- Экономика России: перспектива и ретроспектива // Экономический журнал ВШЭ. — 2001. Т. 5. — № 3. — С. 416—424.
- Fisher S., Sahay R., Vegh C. A. Modern Hyper- and High Inflations // NBER Working Paper Series. — 2002, Январь. — P. 8930.